# Pedro Corto
Pedro Corto è un distretto municipale del comune San Juan de la Maguana della Repubblica Dominicana, situato nella provincia di San Juan.